# Shihe (köping i Kina, Jiangsu)
Shihe (kinesiska: 施河, 施河镇) är en köping i Kina. Den ligger i provinsen Jiangsu, i den östra delen av landet, omkring 160 kilometer norr om provinshuvudstaden Nanjing. Antalet invånare är 34378. Befolkningen består av 17 323 kvinnor och 17 055 män. Barn under 15 år utgör 16,0 %, vuxna 15-64 år 71 %, och äldre över 65 år 12,0 %.
Genomsnittlig årsnederbörd är 1 165 millimeter. Den regnigaste månaden är juli, med i genomsnitt 253 mm nederbörd, och den torraste är januari, med 20 mm nederbörd.